# Klein en Groot Schietveld, De Maatjes, Wuustwezelheide
Klein en Groot Schietveld, De Maatjes, Wuustwezelheide is een Natura 2000-gebied in Vlaanderen. Het bestaat uit habitatrichtlijngebied 'Klein en Groot Schietveld' (BE210016) en vogelrichtlijngebied 'Groot Schietveld, De Maatjes, Wuustwezelheide' (BE2101437)) die elkaar gedeeltelijk overlappen. Het Natura 2000-gebied beslaat 4616,24 hectare verspreid over verschillende natuurgebieden. 
De Schietvelden liggen in het noordwesten van de provincie Antwerpen. Langs de zuidrand van het Klein Schietveld loopt de antitankgracht. Het Klein en Groot Schietveld zijn twee uitzonderlijk grote natuurgebieden die deel uitmaken van de groene gordel ten noorden van de stad Antwerpen. Op de militaire domeinen het Klein en Groot Schietveld liggen enkele van de best bewaarde stukken natte heide in Vlaanderen.
In het gebied komen zeventien Europees beschermde habitattypes voor: actief hoogveen, droge heide, droge heide op jonge zandafzettingen, eiken-beukenbossen op zure bodems, glanshaver- en grote vossenstaartgraslanden, heischrale graslanden en soortenrijke graslanden van zure bodems, open graslanden op landduinen, oude eiken-berkenbossen op zeer voedselarm zand, slenken en plagplekken op vochtige bodems in de heide, valleibossen, elzenbroekbossen en zachthoutooibossen, vochtige tot natte heide, voedselarme tot matig voedselarme verlandingsvegetaties, voedselarme tot matig voedselarme wateren met droogvallende oevers, voedselrijke, gebufferde wateren met rijke waterplantvegetatie, voedselrijke, soortenrijke ruigtes langs waterlopen en boszomen, wateren met kranswiervegetaties, zure bruingekleurde vennen.
Er komen negentien Europees beschermde soorten voor in het gebied: blauwborst, blauwe kiekendief, boomleeuwerik, Brandts vleermuis, bruine kiekendief, franjestaart, gewone grootoorvleermuis, grijze grootoorvleermuis, heikikker, ingekorven vleermuis, kamsalamander, laatvlieger, meervleermuis, nachtzwaluw, poelkikker, regenwulp, rosse vleermuis, watervleermuis, wespendief, zwarte specht.
Gebieden die deel uitmaken van het Natura 2000-gebied zijn onder andere: Groot Schietveld, Klein Schietveld, De Maatjes, Wuustwezelheide.
Het LIFE-project DANAH werd er uitgevoerd.

## Galerij

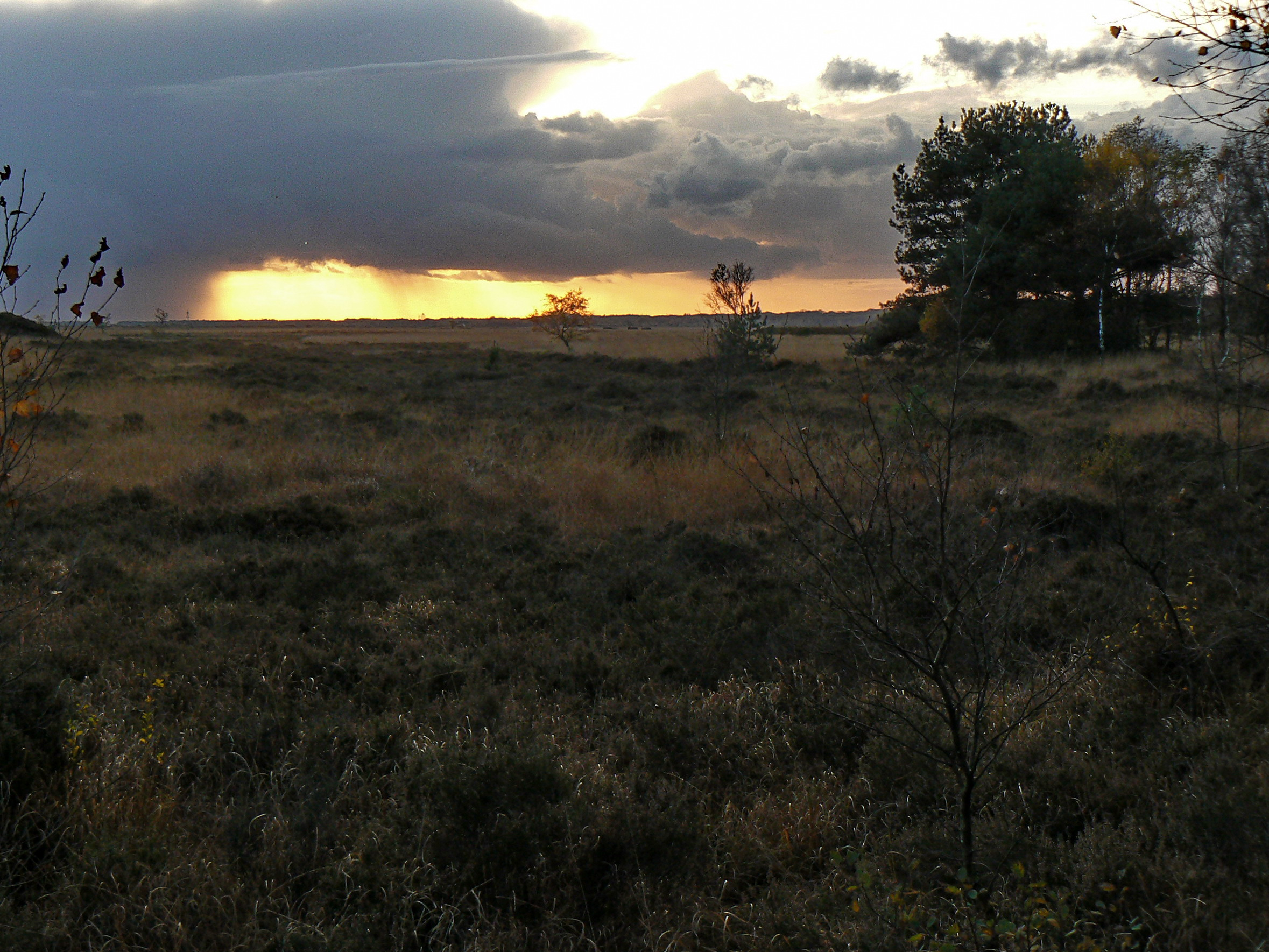
Groot Schietveld
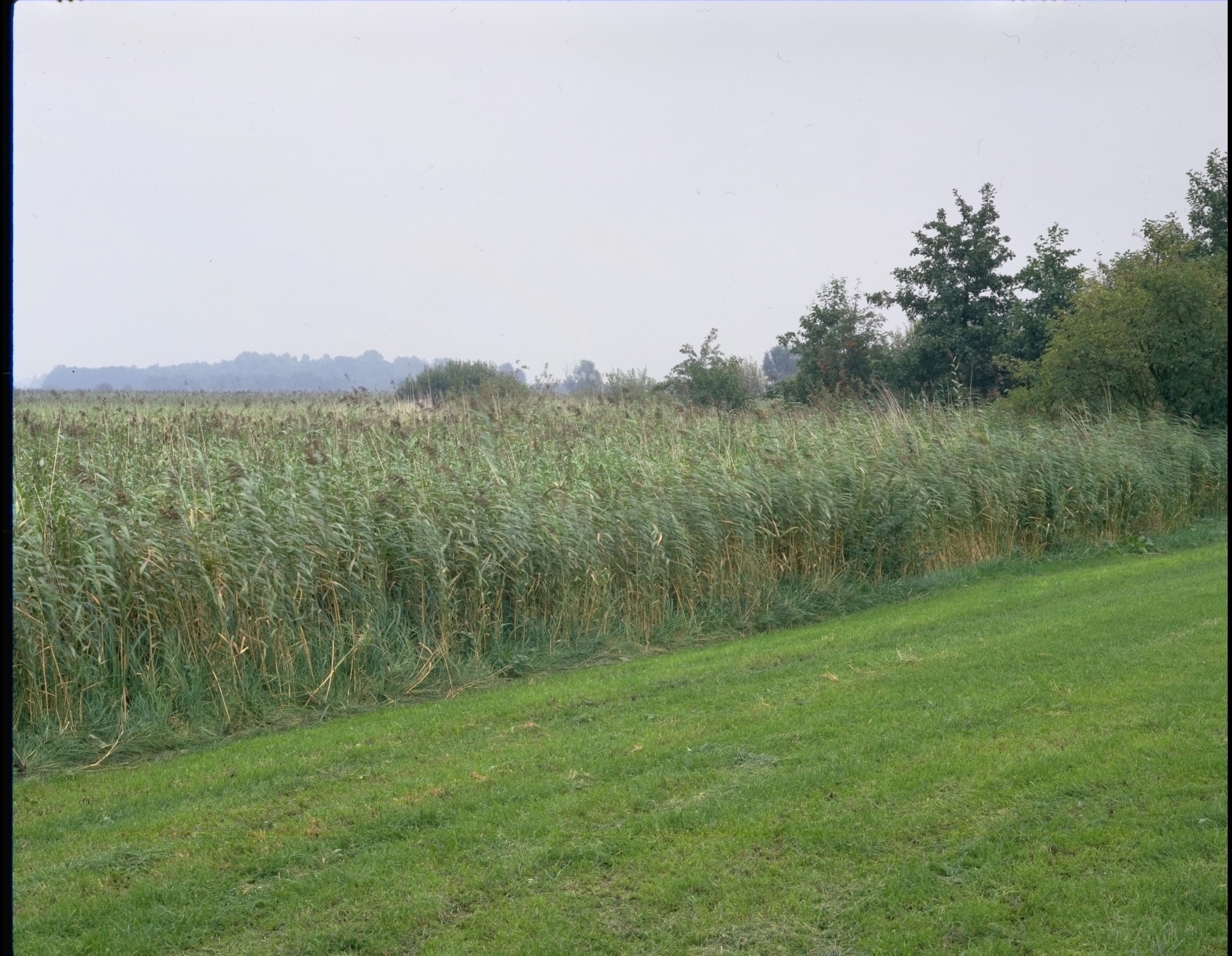
De Maatjes
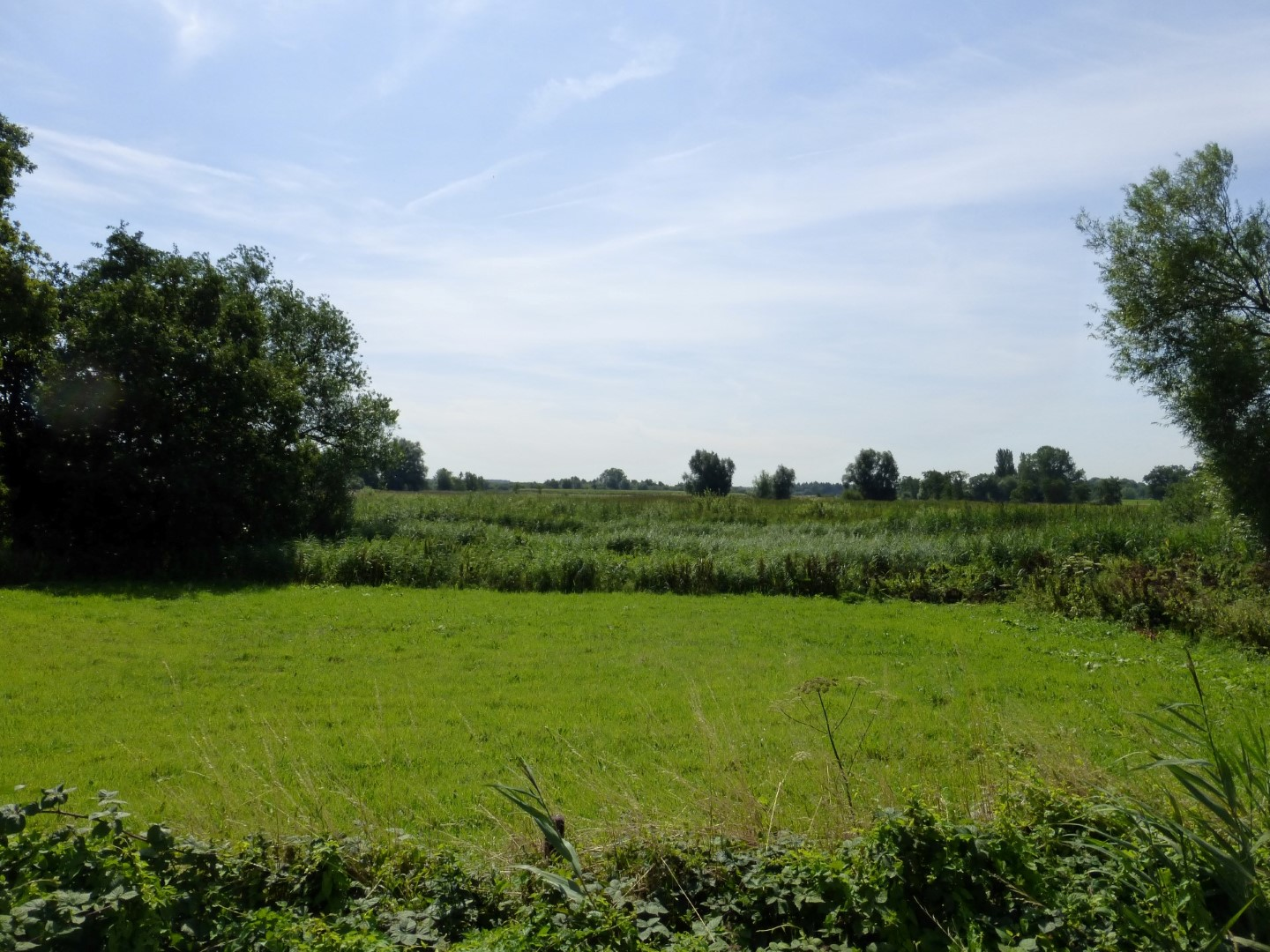
De Maatjes